# St. Agatha (Embken)

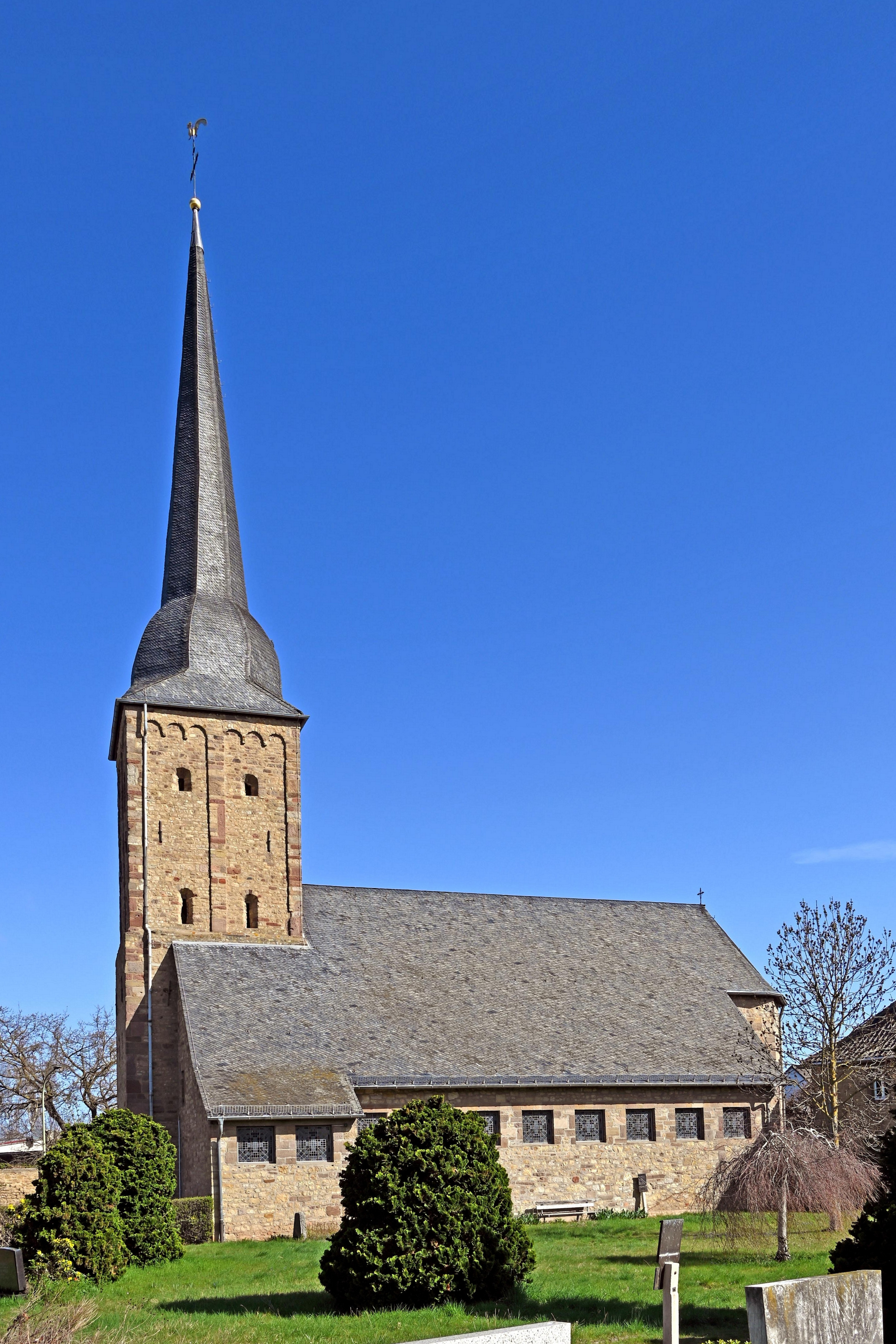
St. Agatha in Embken

St. Agatha ist die römisch-katholische Pfarrkirche des Ortsteils Embken der Stadt Nideggen im Kreis Düren (Nordrhein-Westfalen).
Das Gotteshaus ist als Baudenkmal unter Nummer 69 in die Liste der Baudenkmäler in Nideggen eingetragen.

## Geschichte
Die Embkener Kirche wurde um das Jahr 1553 als spätgotische Pfeilerbasilika mit dreiseitig geschlossenem Chor errichtet. Der Glockenturm stammt in seinem Unterbau aus der Zeit um 1290 und wurde nach einem Brand im Dreißigjährigen Krieg 1639 im Wesentlichen neu aufgebaut. Am 3. November 1944 zerstörten Bomben das Langhaus. Es wurde 1949 nach Plänen des Baumeisters Bernards auf den alten Fundamenten neu aufgeführt und 1973 schließlich zu einer Hallenkirche in modernen Formen umgebaut. Von der früheren Struktur ist nahezu nichts mehr zu erkennen.

## Ausstattung
Im Innenraum befinden sich eine Pietà aus dem 19. Jahrhundert, ein Beichtstuhl aus derselben Zeit, eine Figur der Pfarrpatronin Agatha von Catania und ein Triumphkreuz aus dem 18. Jahrhundert. Im linken Chor ist ein spätgotisches Sakramentshaus von 1553 erhalten.
Die Orgel von Josef Weimbs (1956) wurde in der Turmwand befestigt. Sie verfügt über eine elektrische Kegellade und hat 12 Register, verteilt auf zwei Manuale und Pedal.

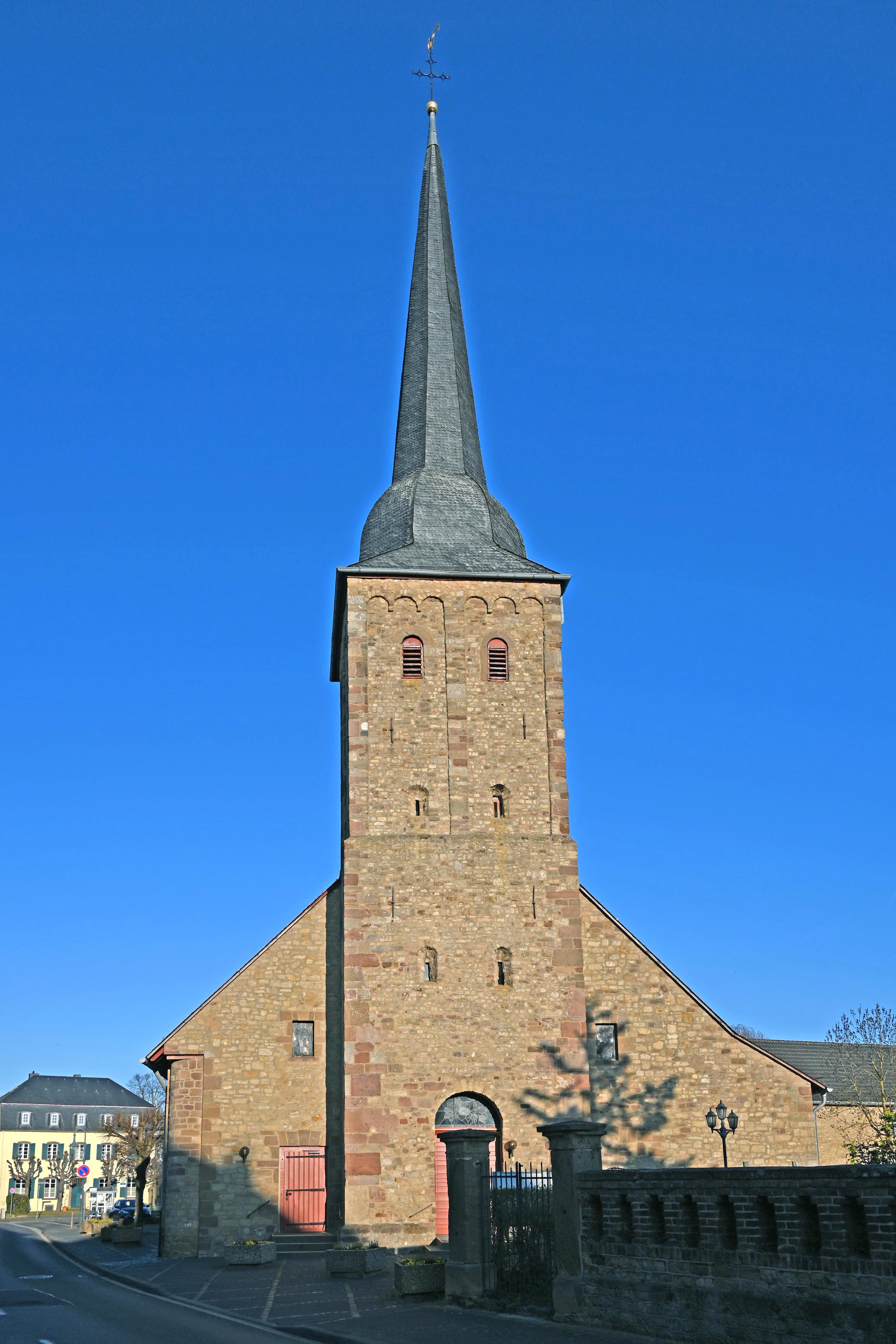
Westfassade
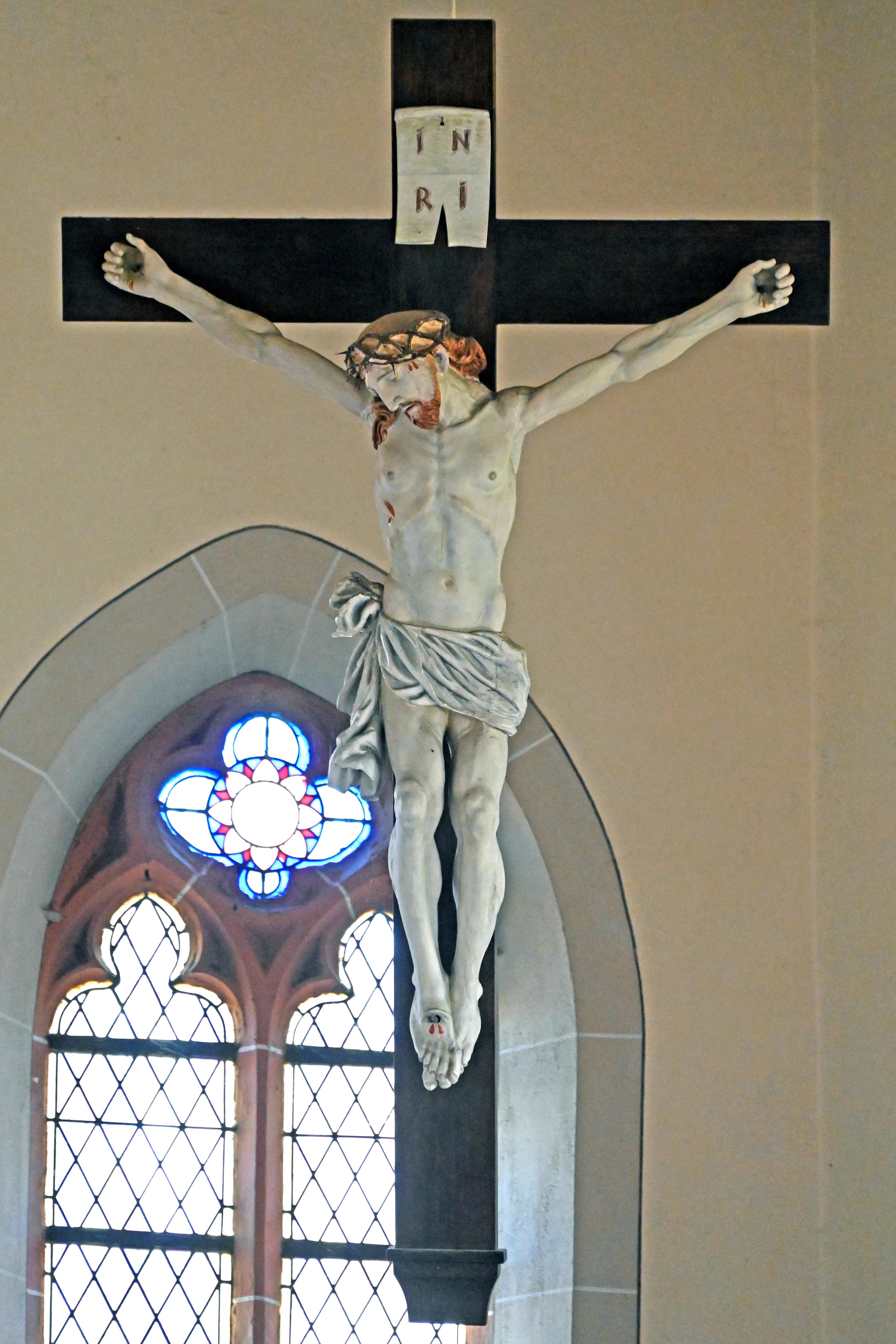
Triumphkreuz
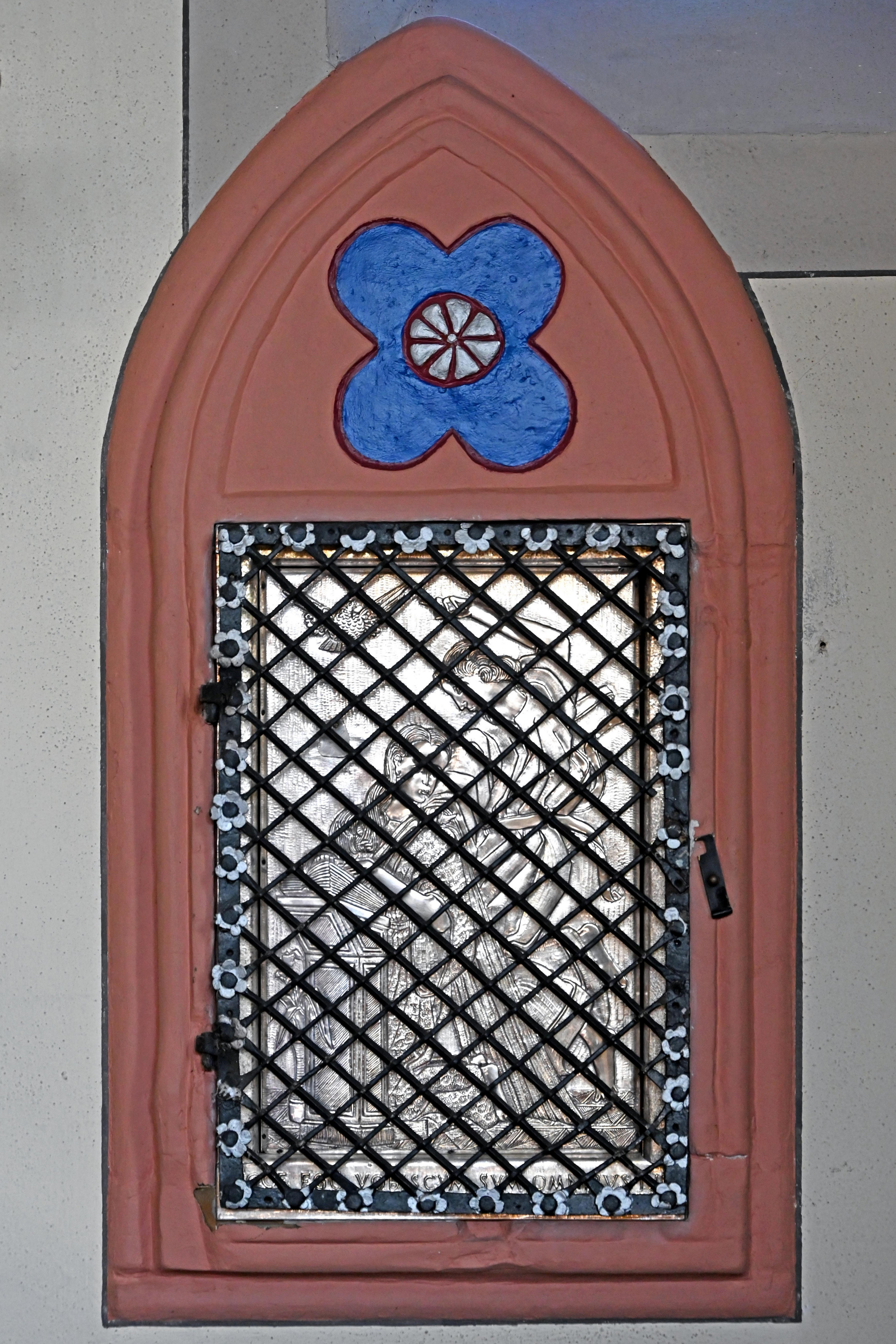
Sakramentshaus
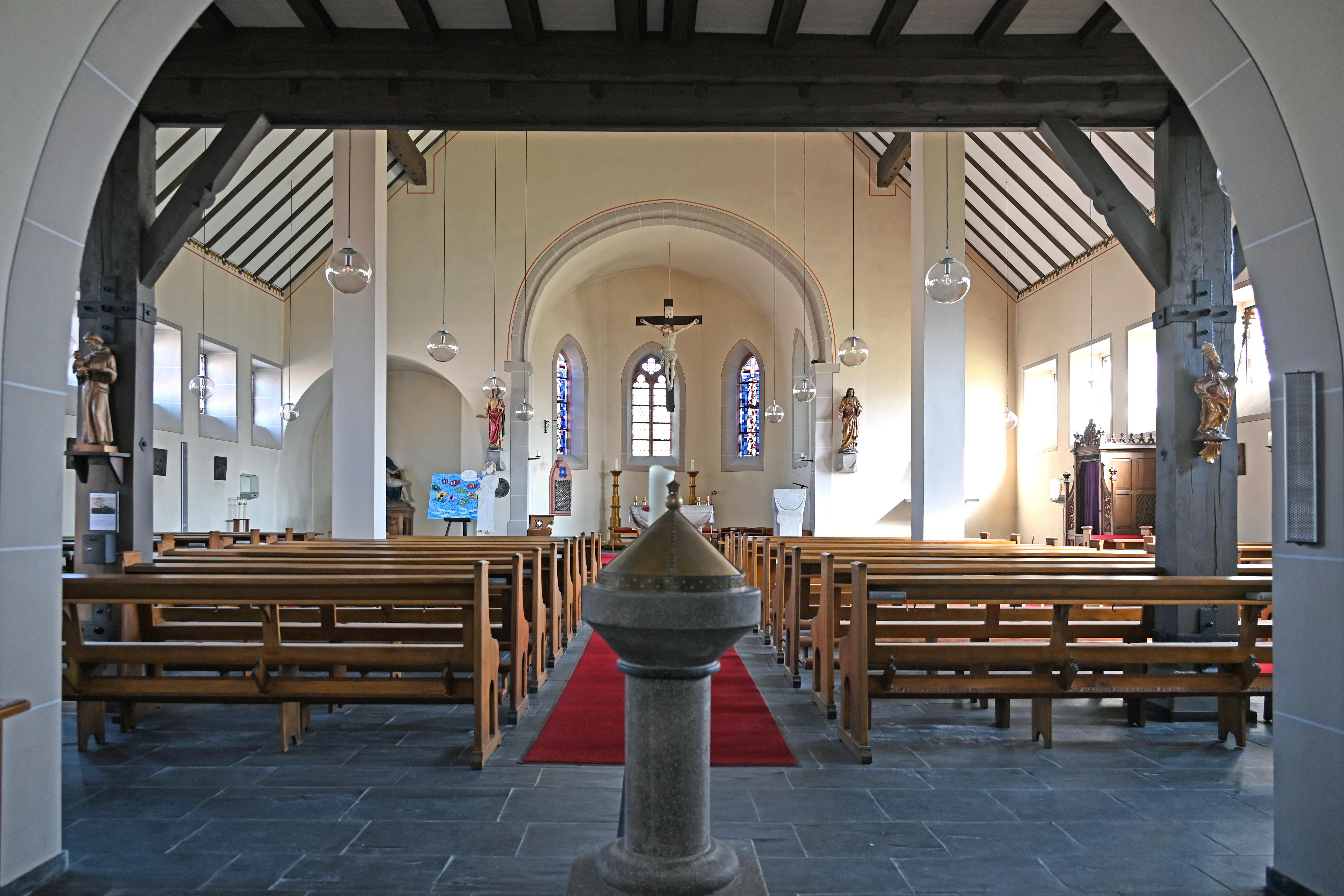
Innenraum
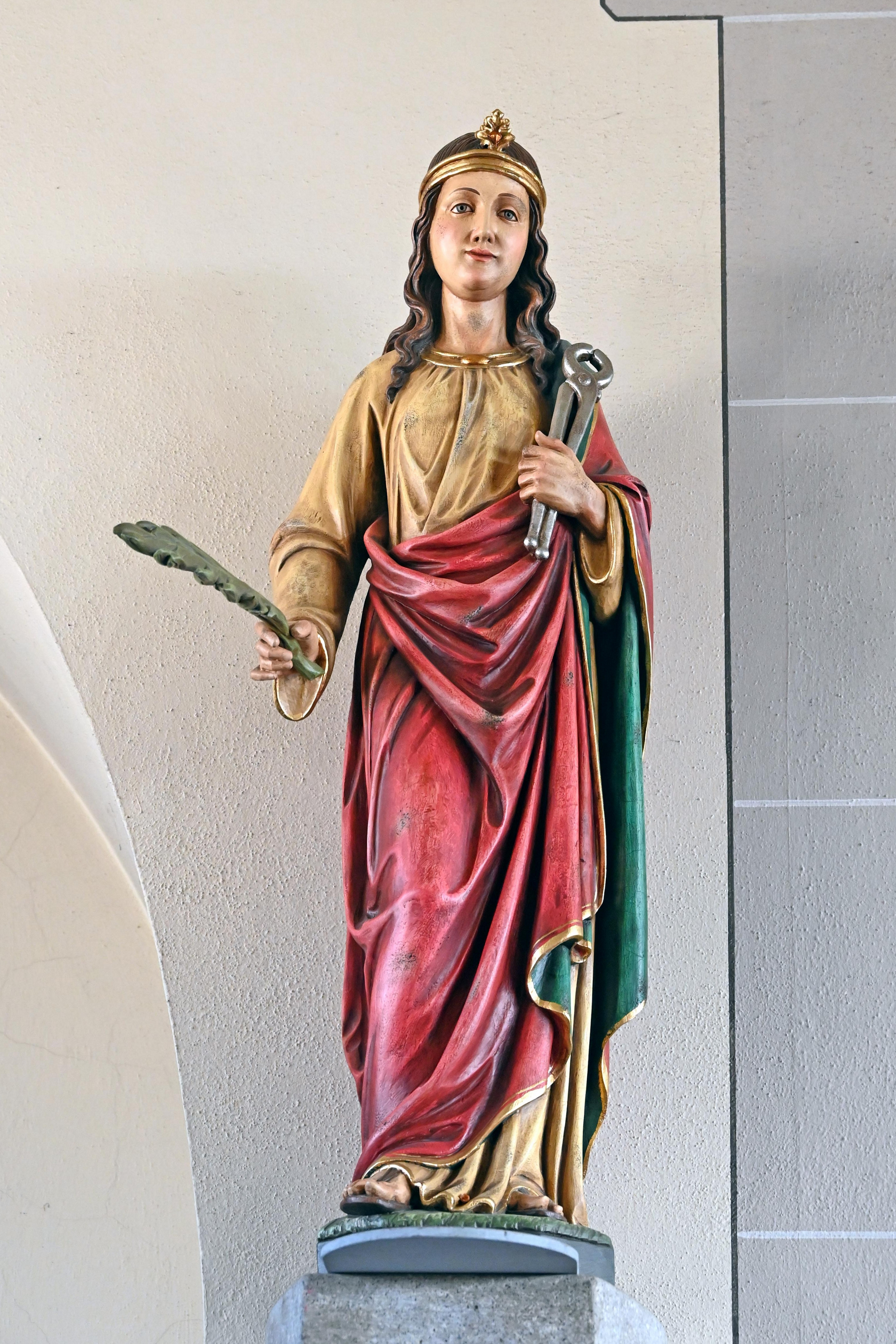
Agatha-Statue
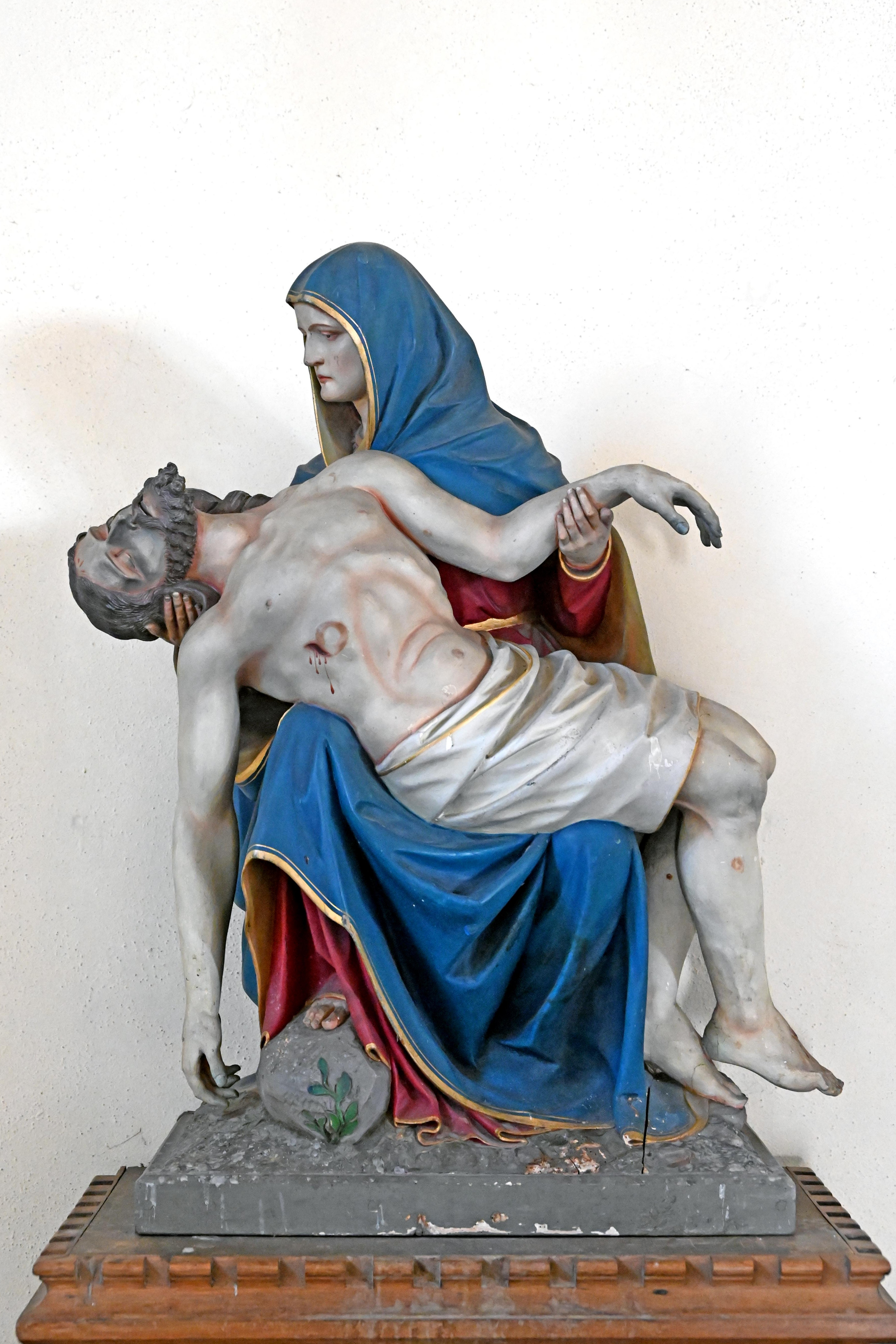
Pietà
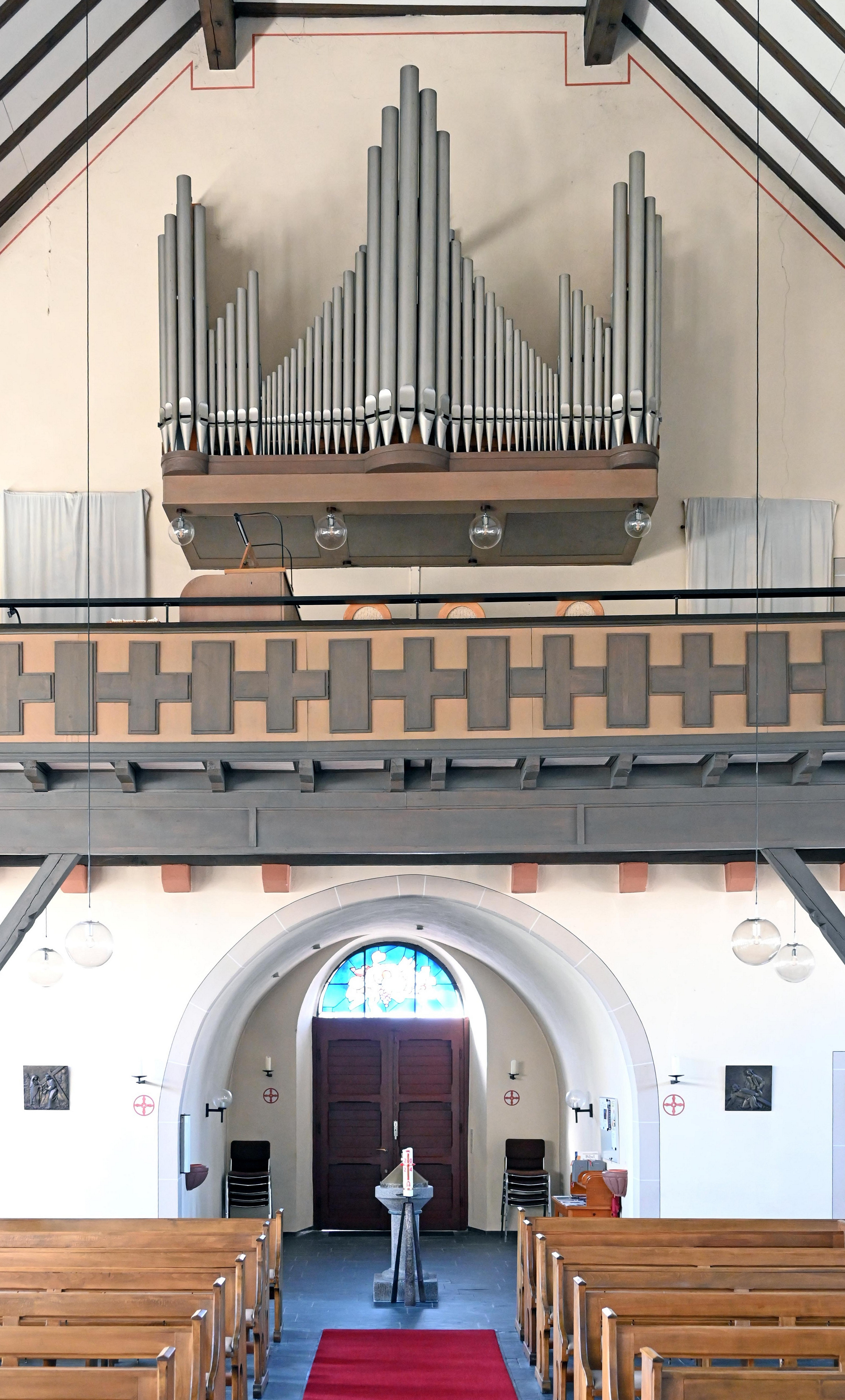
Orgelempore

## Glocken
| Nr. | Name | Durchmesser (mm) | Masse (kg, ca.) | Schlagton (HT-1/16) | Gießer                                          | Gussjahr |
| 1   | -    | 1.120            | 600             | gis' +8             | Bochumer Verein für Gußstahlfabrikation, Bochum | 1924     |
| 2   | -    | 915              | 340             | h' +1               | Bochumer Verein für Gußstahlfabrikation, Bochum | 1924     |
| 3   | -    | 830              | 270             | d" +3               | Bochumer Verein für Gußstahlfabrikation, Bochum | 1924     |